# Chlamydocardia
Chlamydocardia là chi thực vật có hoa trong họ Acanthaceae.